# Tossa del Morral
El Tossa del Morral és una muntanya de 652 metres que es troba al municipi de Tivissa, a la comarca catalana de la Ribera d'Ebre.